# Alaska Commercial Company

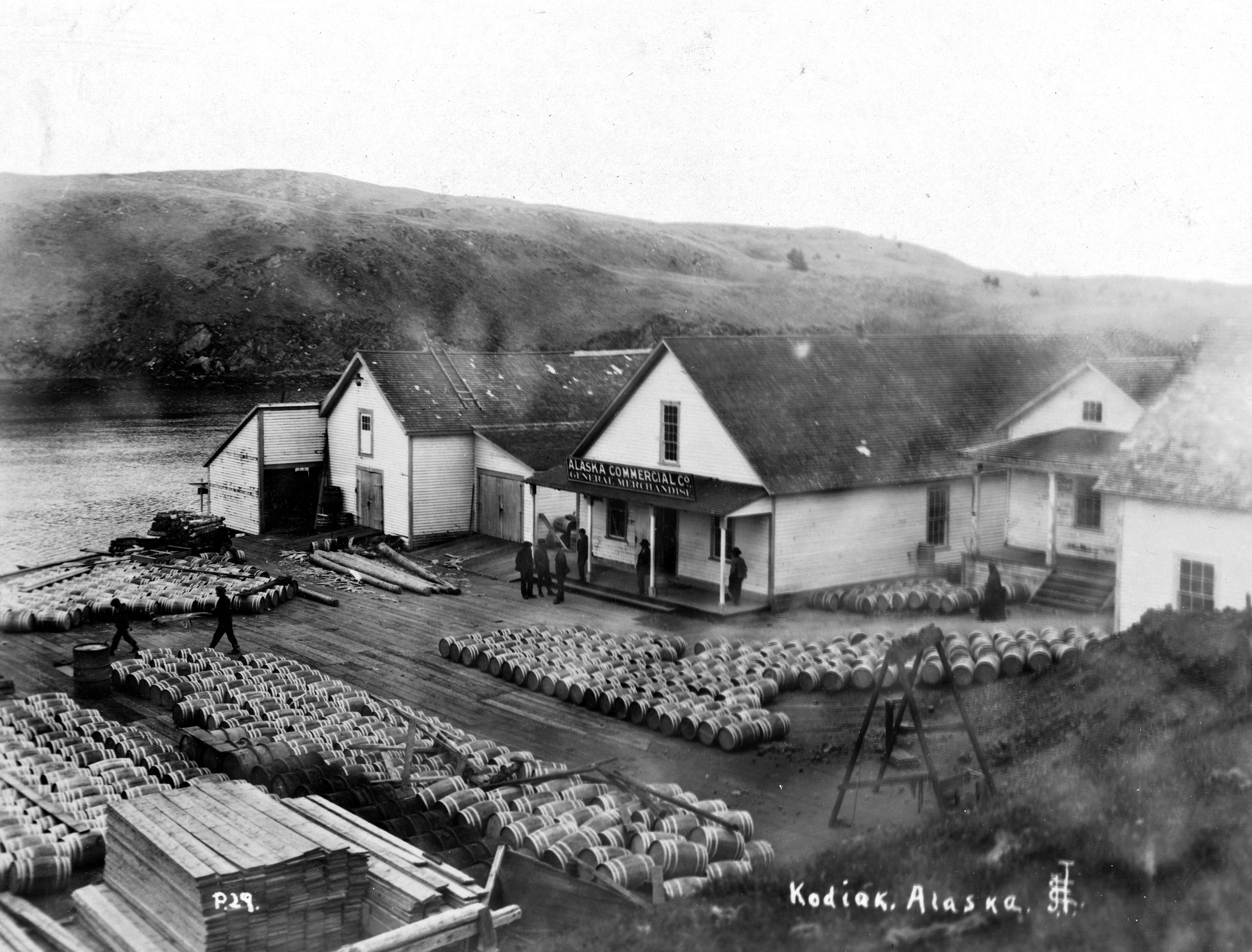
Stützpunkt der Alaska Commercial Co auf der Insel Kodiak, 1915

Die Alaska Commercial Company war ein Unternehmen, das von 1868 bis 1922 Einzelhandelsgeschäfte in Alaska betrieb. Die Hutchinson, Kohl & Company aus San Francisco übernahm 1867 nach dem Kauf Alaskas von Russland die Handelsinteressen der Russisch-Amerikanischen Kompagnie und änderten den Namen in „Alaska Commercial Company“.
Die Kaufläden dienten in entlegenen Dörfern zum Teil auch als Gerichtsgebäude und Postamt und waren oft der Kern, um den sich neue Siedlungen entwickelten. Da Bargeld noch kein etabliertes Zahlungsmittel war, fand auch Handel mit Gütern wie Pelzgeld oder Fisch und auch mit Gold und anderen Edelmetallen statt.
1922 wurde die Alaska Commercial Company von einer Gruppe Angestellter übernommen, die den Namen in Northern Commercial Company änderte. Das Unternehmen wurde zum Hauptlieferanten für schweres Gerät und Baumaschinen in Alaska. In den sich entwickelnden Städten wurden Warenhäuser und Reifenfachgeschäfte eröffnet.
Die Northern Commercial Company wurde 1974 in drei Einzelunternehmen aufgeteilt und veräußert. Die Warenhäuser kaufte Nordstrom, den Bereich für Maschinen und Anlagen übernahm eine Firma aus Seattle und die verbleibenden elf ländlichen Kaufläden gingen an die Community Enterprise Development Corporation of Alaska (CEDC), die diese unter dem ursprünglichen Namen Alaska Commercial Company weiter betrieb.
1992 verkaufte die CEDC die Alaska Commercial Company an die North West Company, einem aus der Hudson’s Bay Company ausgegliederten Unternehmen.